# 샤이 고먼
샤이 고먼(Shay Gorman, 1923년 4월 18일 ~ 1999년 4월 19일)은 아일랜드의 배우이다.
더블린에서 태어났으며 런던에서 사망하였다.

## 영화
- 더 빌 (1984년)
- 건스 인 더 헤더 (1969년)
- 아일랜드 오브 테러 (1966년)
- Z 카스 (1962년)
- 코로네이션 스트리트 (1960년)
- 악마의 저주 (1957년)
- 디즈니랜드 (1954년)